# Braybrooke House

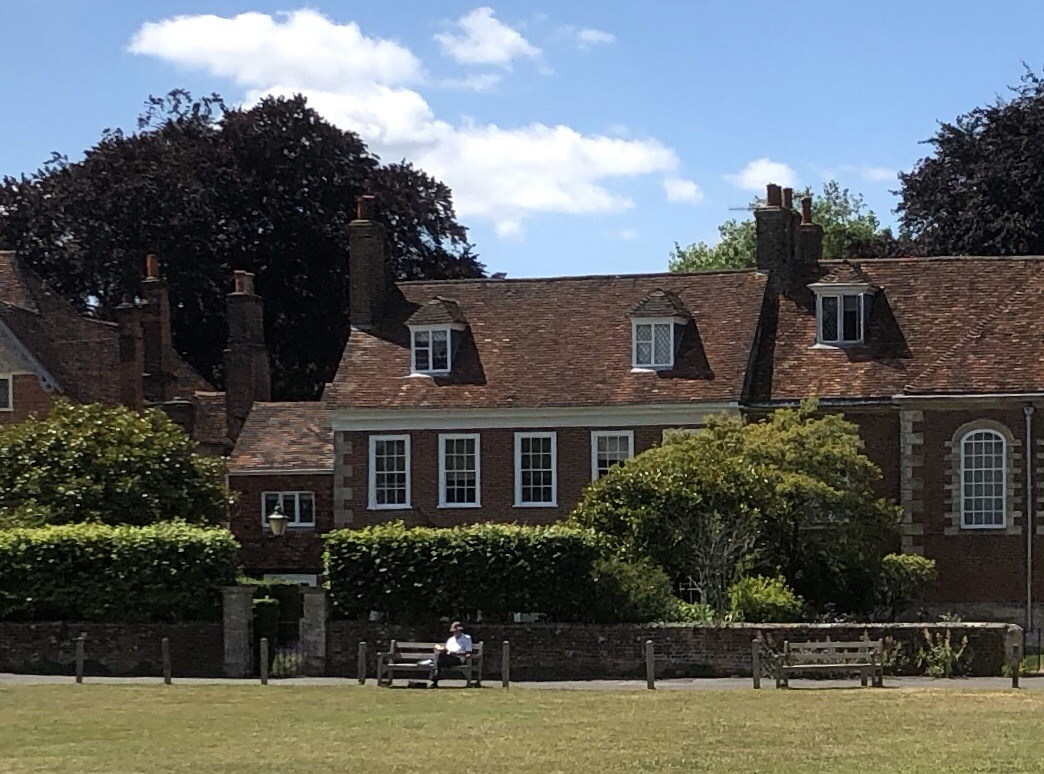
Braybrooke House, Blick von Osten, 2019

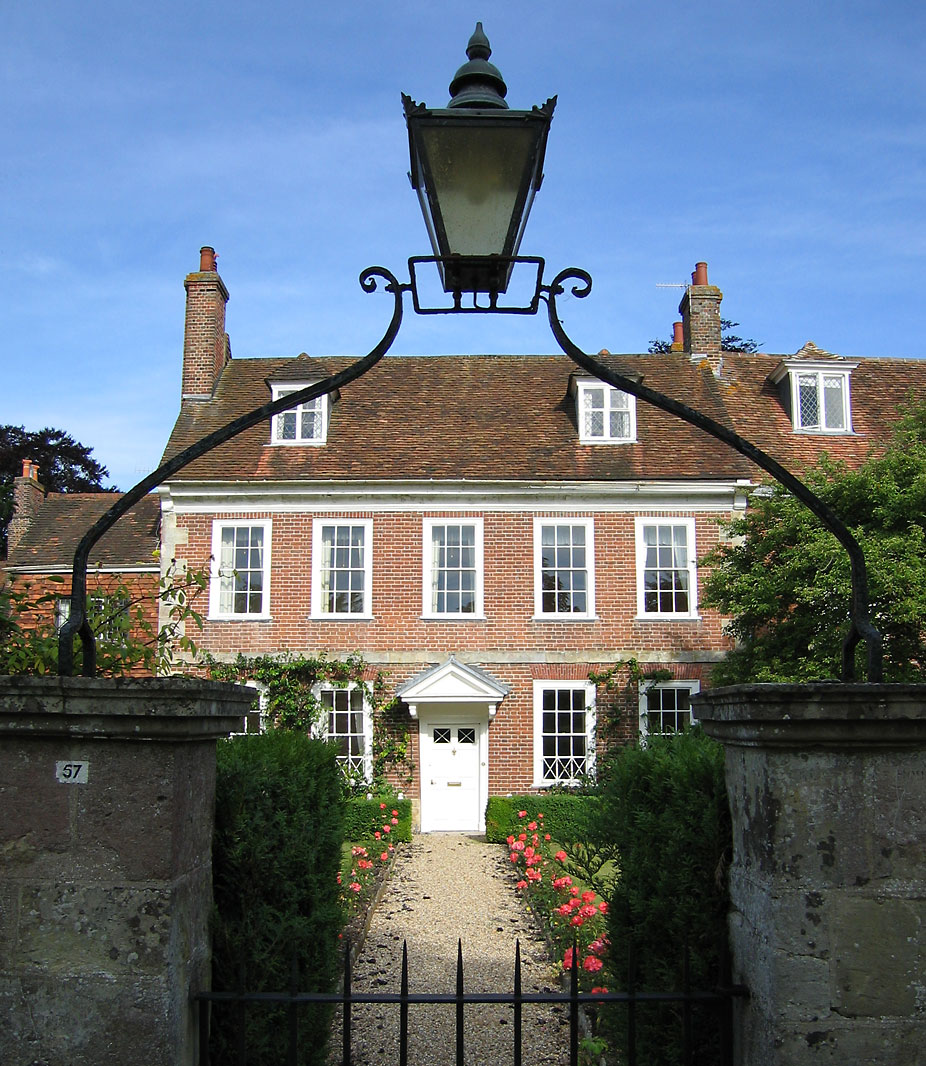
Eingang, 2005

Braybrooke House ist ein denkmalgeschütztes Gebäude in Salisbury in England. Es ist als Bauwerk von außerordentlicher Bedeutung in die höchste Kategorie, Grad I, in die englische Denkmalliste eingetragen.

## Lage
Es befindet sich nordwestlich der Kathedrale von Salisbury im Kathedralbezirk Close, auf der Westseite des Choristers Square. Nördlich schließt sich das gleichfalls denkmalgeschützte Gebäude Wren Hall an.

## Architektur und Geschichte
Das Gebäude geht auf das 14./15. Jahrhundert zurück und diente als Wohnhaus für die Leitung der Chorknabenschule der Kathedrale. Benannt ist es nach William de Braybrook (1298–1319). Ein ehemaliger Nordflügel wurde 1714 durch das noch heute bestehende Schulgebäude Wren Hall ersetzt. Im Braybrooke House lebte auch der von 1304 bis 1334 wirkende, erste überlieferte Custos Alexander de Hemingsby. Ende des 15. Jahrhunderts lebte William Osgodby im Gebäude. Von 1554 bis 1559 wohnte der Schatzmeister der Kathedrale Thomas Harding in Braybrooke House, bis er im Zuge der Reformation aufgrund seiner Unterstützung der Katholischen Kirche sein Amt verlor. Im gleichen Jahr übernahm der Schulleiter Christopher Bennet das Haus. Ihm folgte 1564 Schulleiter John Bold nach. Ab diesem Zeitpunkt war der Wohnsitz mit dem Amt des Schulleiters verbunden.
Die Fassade des zweigeschossigen Backsteinbaus ist fünfachsig ausgeführt, wobei sich der Hauseingang in der mittleren Achse des Erdgeschosses befindet. Der Hauseingang wird von einem kleinen Vordach geschützt, das mit einem Dreiecksgiebel bekrönt ist. Die Gebäudekanten sind mit einer Eckquaderung versehen. Das Gesims kragt vor. Bedeckt ist das Gebäude mit einem ziegelgedeckten Satteldach, auf dem sich straßenseitig zwei Gauben befinden.
Nach Westen erstreckt sich ein langgezogener ebenfalls zweigeschossiger Gebäudeflügel, der auch ältere Gebäudesubstanz umfasst.
Im Gebäudeinneren befindet sich unter anderem eine Treppe aus dem 18. Jahrhundert und ein Raum mit Rokoko-Stuckarbeiten. Außerdem gibt es im älteren Gebäudeteil Reste einer Fachwerkkonstruktion.
Das Gebäude wird seit dem 28. Februar 1952 als Denkmal geführt.